# 野球エクアドル代表
野球エクアドル代表（やきゅうエクアドルだいひょう）は、エクアドルにおける野球のナショナルチームである。

## 概説
エクアドルには青年海外協力隊が野球の指導に訪れる。
2006年の北京オリンピック野球・アメリカ大陸予選に出場。南米地区予選を突破したが、二次リーグで敗退した。

## 国際大会

### ワールド・ベースボール・クラシック
- 2006年 - 不参加
- 2009年 - 不参加
- 2013年 - 不参加

### オリンピック
- 2008年 - 予選敗退

### WBSCプレミア12
- 2015年 - 不参加
- 2019年 - 不参加
- 2024年 - 不参加